# 町村鉄雄
町村 鉄雄（まちむら てつお、1917年9月8日 - 1992年6月10日）は、日本の実業家。

## 経歴
1917年（大正6年）9月8日、北海道石狩町樽川にて、町村農場創業者の町村敬貴三男として誕生する。11歳の1928年（昭和3年）に東京の大久保町立戸山尋常小学校に転校した。旧制武蔵高等学校（入学は尋常科）から東京帝国大学に進み、1941年（昭和16年）に東京帝国大学法学部を卒業した。
1942年（昭和17年）住友銀行に入行するも、軍隊への入営のため休職となり、短期現役として海軍経理学校を経て二年間海軍に勤務した。終戦時の階級は主計大尉。1945年（昭和20年）に復員し、日本橋支店に勤務。
1963年（昭和38年）住友銀行審議室長に就任。1969年（昭和44年）取締役審議室長となり、以後1973年（昭和48年）に常務取締役、1976年（昭和51年）に住友銀行専務取締役を歴任した。
1980年（昭和55年）総合リース（現・三井住友ファイナンス&リース）社長に就任する。1987年（昭和62年）から 1991年（平成3年）まで会長。
1992年（平成4年）死去。

## 人物
趣味は古寺巡礼、短歌、俳句の鑑賞であった。

## 家族・親族・系譜
町村金弥は祖父。町村敬貴は父。いとこに官僚・政治家の町村信孝がいる。